# 브라이언 슬라겔
브라이언 슬라겔(영어: Brian Slagel, 1961년 2월 14일 ~ 현재)은 미국의 음악 경영인이다. 메탈 블레이드 레코드의 CEO이자 창업자이다. 슬라겔은 1982년부터 컴필레이션 음반 시리즈 《Metal Massacre》를 발매하는 것으로 유명하며, 그 중 첫 음반에는 메탈리카가 녹음한 것도 있다. 메탈 블레이드는 지금까지 슬레이어, 머시풀 페이트, 카니발 콥스, 페이츠 워닝, 아몬 아마스, 블랙 달리아 머더와 이외 수많은 아티스트의 음반을 발매해 왔다.